# Mississippi Masala
Mississippi Masala (v anglickém originále Mississippi Masala) je americko-britský romantický film z roku 1991. Režisérem filmu je Mira Nair. Hlavní role ve filmu ztvárnili Denzel Washington, Sarita Choudhury, Roshan Seth, Sharmila Tagore a Charles S. Dutton.

## Obsazení
| Denzel Washington | Demetrius Williams |
| Sarita Choudhury  | Mina               |
| Roshan Seth       | Jay                |
| Sharmila Tagore   | Kinnu              |
| Charles S. Dutton | Tyrone Williams    |
| Joe Seneca        | Williben Williams  |
| Ranjit Chowdhry   | Anil               |
| Joseph Olita      | Idi Amin           |